# Fundació Art Aids
La Fundació ArtAids és una fundació sense ànim de lucre creada per l'escriptor i col·leccionista holandès Han Nefkens, que fa servir l'art com a mitjà de lluita contra la sida, normalment demanant a artistes reconeguts que creïn obres que parlin sobre algun tema relacionat amb la malaltia, amb l'objectiu d'augmentar la conscienciació de la societat sobre aquest tema i obtenir finançament per a projectes relacionats amb la prevenció d'aquesta malaltia. La fundació té seus als Països Baixos, Tailàndia i Catalunya.
A Catalunya els ingressos de les activitats de la funcació es destinen a HIVACAT, institució gestionada pels Doctors Clotet i Gatell dedicada a la recerca d'una vacuna terapèutica i preventiva. També té relació amb la Fundació de Lluita contra la SIDA de l'Hospital Germans Trias i Pujol.
El 2010 va realitzar una exposició al Centre Cultural Tecla Sala de L'Hospitalet de Llobregat, on es van exposar obres fetes per presos de Quatre Camins i també per adolescents del barri del Raval, arran d'uns tallers d'anàlisi sobre la SIDA.
Durant el 2011 presenta una exposició a Barcelona co-organitzada amb la Fundació Joan Miró, amb el nom de You are not alone (No estàs sol), comissariada per Hilde Teerlinck amb l'assistència d'Irene Aristizábal, on 14 artistes contemporanis de diversos països donen la seva visió personal sobre la malaltia, amb obres d'artistes com: Deimantas Narkevičius (Lituània), Latifa Echakhch (Marroc), Danh Vo (Vietnam), Christodoulos Panayiotou (Xipre), Lorena Zilleruelo (Xile), Lucy i Jorge Orta (Regne Unit i Argentina), Sutee Kunavichayanont (Tailàndia), Antoni Miralda i Elmgreen & Dragset (Dinamarca i Noruega), Juul Hondius, Matthew Darbyshire o Leandro Elrich, entre d'altres.